# 韋利埃湖
韋利埃湖是俄羅斯的湖泊，由諾夫哥羅德州負責管轄，位於謝利格爾湖以北，面積35平方公里，平均水深10.9米，最大水深42米，每年十一月至翌年五月結冰。